# Syrische Kommunistische Partei
Die Syrische Kommunistische Partei (arabisch الحزب الشيوعي السوري, DMG al-ḥizb aš-šuyūʿī as-sūrī, französisch Parti communiste syrien) war eine politische Partei in Syrien.
Das Hauptquartier der Partei befand sich in Damaskus, der Generalsekretär der Syrischen KP war Wisal Farha Bakdasch. Die Partei publizierte eine eigene Zeitung, die Zeitung an-Nour. Ihre Ideologie war der marxistisch-leninistische Kommunismus und der arabische Sozialismus, das Parteilogo waren die gelben Silhouetten von Hammer und Sichel. 
Die Partei war seit 1972 Mitglied der syrischen Regierungskoalition Progressive Nationale Front. Sie akzeptierte daher auch die De-facto-Einparteienherrschaft der Baath-Partei Baschar al-Assads.

## Vorgeschichte
Sie wurde im Jahr 1924 als Kommunistische Partei Syriens und Libanons in Beirut im Gebiet des damaligen französischen Völkerbundmandates für Syrien und den Libanon gegründet. In den 1930er Jahren wurden die Beziehungen zur Kommunistischen Partei der Sowjetunion weiter gefestigt. 1936 übernahm Chalid Bakdasch den Vorsitz der Partei. Die Syrisch-Libanesische Kommunistische Partei stand in Opposition zur die Achsenmächte unterstützenden vichy-französischen Regierung im Zweiten Weltkrieg und wurde unterdrückt, doch mit der Machtübernahme des Freien Frankreichs wurde die Partei wieder erlaubt. Im Jahr 1944 entstanden aus dieser Partei zwei neue kommunistische Parteien, die Libanesische Kommunistische Partei im unabhängigen Libanon sowie die Syrische Kommunistische Partei in Syrien.

## Entwicklung
Die Mitglieder der syrischen kommunistische Partei wurden wie andere oppositionelle Gruppen unter dem autoritär regierenden Präsidenten Adib asch-Schischakli verfolgt. Wegen der wachsenden Unzufriedenheit mit der politischen Situation führten Mitglieder der kommunistischen Partei gemeinsam mit Baʿth-Partei-Mitgliedern unter der Führung des früheren Präsidenten Atassi und Drusen-Offizieren unter Führung des Drusen-Führers Sultan al-Atrasch einem Staatsstreich, bei dem Schischakli im Februar 1954 gestürzt wurde. Sie wurden Spekulationen zufolge auch vom Königreich Irak unterstützt.
1954, in der ersten demokratischen Wahl Syriens wurde Chalid Bakdasch als erster Kommunist in ein arabisches Parlament gewählt. Die syrische Regierung entsendete nach schweren Spannungen mit der kommunistischen Partei aus Furcht vor einer kommunistischen Machtübernahme eine Delegation nach Ägypten, wo die Vereinigung der beiden Staaten beschlossen wird. Als Syrien im Jahr 1958 schließlich mit Ägypten und der Jemenitischen Arabischen Republik im Nordjemen zur Vereinigten Arabischen Republik vereinigt wurde, hat man die Parteimitglieder mehr und mehr verfolgt. 
Im Jahr 1973 trennte sich allerdings das Politbüro der Partei unter Riad al-Turk von Bakdasch und gründete eine andere kommunistische Fraktion, 1976 spaltete sich die Liga für Kommunistische Aktion ab. Anfang der 1980er Jahre kam es zu erneuten Repressionen gegen die kommunistische Partei. Von der Syrischen Kommunistischen Partei trennte sich 1986 erneut eine Gruppe um Yusuf Faisal und gründete eine dritte kommunistische Sektion in Syrien. Diese Gruppe unterstützte die Reformen Glasnost und Perestroika in der Sowjetunion unter Michail Gorbatschow, während der Bakdasch-Flügel sie ablehnte. Im Jahr 1987 war die Syrische Kommunistische Partei der Bakdasch-Sektion die größte politische Partei nach der herrschenden allgegenwärtigen Ba'ath-Partei. Der langjährige Führer Chalid Bakdasch starb im Jahr 1995. Sein Sohn Wisal Farha Bakdasch übernahm dann den Vorsitz der Partei. 2004 fand eine pompöse Feier zum achtzigsten Jahrestag der Gründung der Partei statt. 2012 spaltete sich schließlich die Partei des Volkswillens unter Kadri Dschamil von der Bakdasch-Faktion ab.